# Thomas FitzGerald (10e comte de Kildare)
Pour les articles homonymes, voir Thomas FitzGerald et FitzGerald.
Thomas FitzGerald (1513 – exécuté le 2 février 1537 à Tyburn), 10e comte de Kildare de 1534 à 1537. Comme son père et son grand-père il joua un rôle politique important en Irlande dans la résistance des familles de Vieux Anglais contre l’autorité royale anglaise.

## Origine familiale
Thomas FitzGerald est le fils aîné de Gerald FitzGerald (connu aussi sous le nom gaélique de « Gearóid Óg »), 9e comte de Kildare et de Elisabeth Zouche. Il passe une grande partie de son enfance en Angleterre. Il est connu en Irlande sous le surnom de « Silken Thomas » (c'est-à-dire Thomas le Soyeux)  gaélique « Tomás an tSíoda », surnom lié aux habits somptueux qu’il aimait à porter ainsi que ses suivants. En février 1534, quand son père est convoqué à Londres il nomme son fils Thomas « Lord Deputy d'Irlande » en son absence.

## Révolte contre le roi

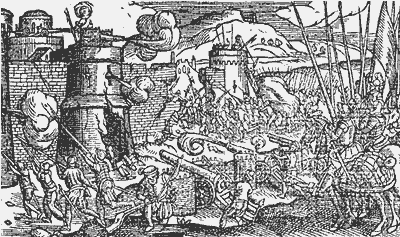
L'attaque du château de Dublin

En juin 1534 Thomas est ému par la rumeur mensongère selon laquelle son père aurait été exécuté à la tour de Londres et que le gouvernement envisage de lui faire subir le même sort ainsi qu’à ses oncles. Selon la légende Thomas exalté par les appels à la vengeance de son harpiste gaélique se déclare alors l’ennemi du roi.
Il convoque alors le 11 juin, un conseil à l’abbaye Sainte-Marie de Dublin et accompagné par 140 gardes à cheval vêtus de pourpoints de soie  d’où lui provient son surnom, il dénonce publiquement les réformes religieuses mise en œuvre par le roi Henri VIII et son allégeance à ce dernier comme seigneur d'Irlande.
En juillet il attaque le château de Dublin mais ses forces sont repoussées. Certains de ses partisans exécutent le 28 juillet John Alen  archevêque de Dublin qui avait essayé de jouer le médiateur. Cet acte lui fait perdre ses appuis dans le clergé. Peu après son père meurt à Londres et il lui succède de droit comme 10e comte de Kildare. Mais le gouvernement anglais ne lui confirme pas son titre et le convoque à Londres.
Thomas FitzGerald se retire alors dans sa place forte de Maynooth, (Comté de Kildare) où il lance un appel à l’Empereur et au pape mais il est lui-même excommunié pour le meurtre de l’archevêque.
En mars 1535 la forteresse est investie par une armée anglaise commandée par sir William Skeffington le nouveau "Lord Deputy" pendant que Thomas était absent pour tenter de rassembler de nouvelles forces. Après un siège où pour la première fois en Irlande l’artillerie est utilisée avec succès, les deux tiers de la garnison périssent pendant et ceux qui se rendent sont pendus cette action restera ensuite connue sous le nom de « Pardon de Maynooth ».
En juillet 1535, lord Léonard Grey, vicomte Grandy, arrive d’Angleterre comme nouveau « Lord Deputy d’ Irlande » à la tête d’une armée royale. Thomas FitzGerald voyant l’importance des forces déployées contre lui et les défections de ses alliés décide de  se rendre et de demander son pardon pour ses offenses à la couronne (août 1535). Il demeure cependant un opposant potentiel très important et Lord Grey qui ne  souhaite pas prolonger le conflit accepte de garantir sa propre sécurité et le convainc de se rendre à la merci du roi.
En octobre 1535 il est envoyé à la tour de Londres. Malgré les assurances de Lord Grey  il est exécuté, hanged, drawn and quartered, avec cinq de ses oncles à Tyburn le 3 février 1537.
Après sa mort la plupart des seigneurs Hiberno-Normands et gaéliques s’unirent pour sauver Gerald FitzGerald son jeune demi- frère et héritier qui réussit à se réfugier à l’étranger. Il finit par se soumettre à la Couronne et rentra en Irlande en 1552. Le rôle politique de la famille FitzGerald de Kildare était terminé.

## Sources
- (en) Cet article est partiellement ou en totalité issu de l’article de Wikipédia en anglais intitulé « Thomas FitzGerald, 10th Earl of Kildare » (voir la liste des auteurs), édition du 21 décembre 2008.